# Erebia glaciale
Erebia glaciale är en fjärilsart som beskrevs av B.C.S Warren 1929. Erebia glaciale ingår i släktet Erebia och familjen praktfjärilar. Inga underarter finns listade i Catalogue of Life.